# Lake Mykee Town
Lake Mykee Town – wieś w Stanach Zjednoczonych, w stanie Missouri, w hrabstwie Callaway.